# Cieśnina Tajwańska
Cieśnina Tajwańska (chiń. 臺灣海峽; pinyin Táiwān Hǎixiá) – cieśnina oddzielająca wyspę Tajwan od Chińskiej Republiki Ludowej, łącząc Morze Wschodniochińskie i Morze Południowochińskie. Długość wynosi około 360 km, szerokość od 130 do 250 km, powierzchnia około 85 tys. km². Największe porty morskie: Xiamen, Fuzhou, Kaohsiung. Cieśnina osiąga głębokość 70 m. W południowej części cieśniny, nieco bliżej Tajwanu niż wybrzeża kontynentalnego, leży, należący do Republiki Chińskiej, archipelag Peskadory.